# Große Linde bei Teuchatz

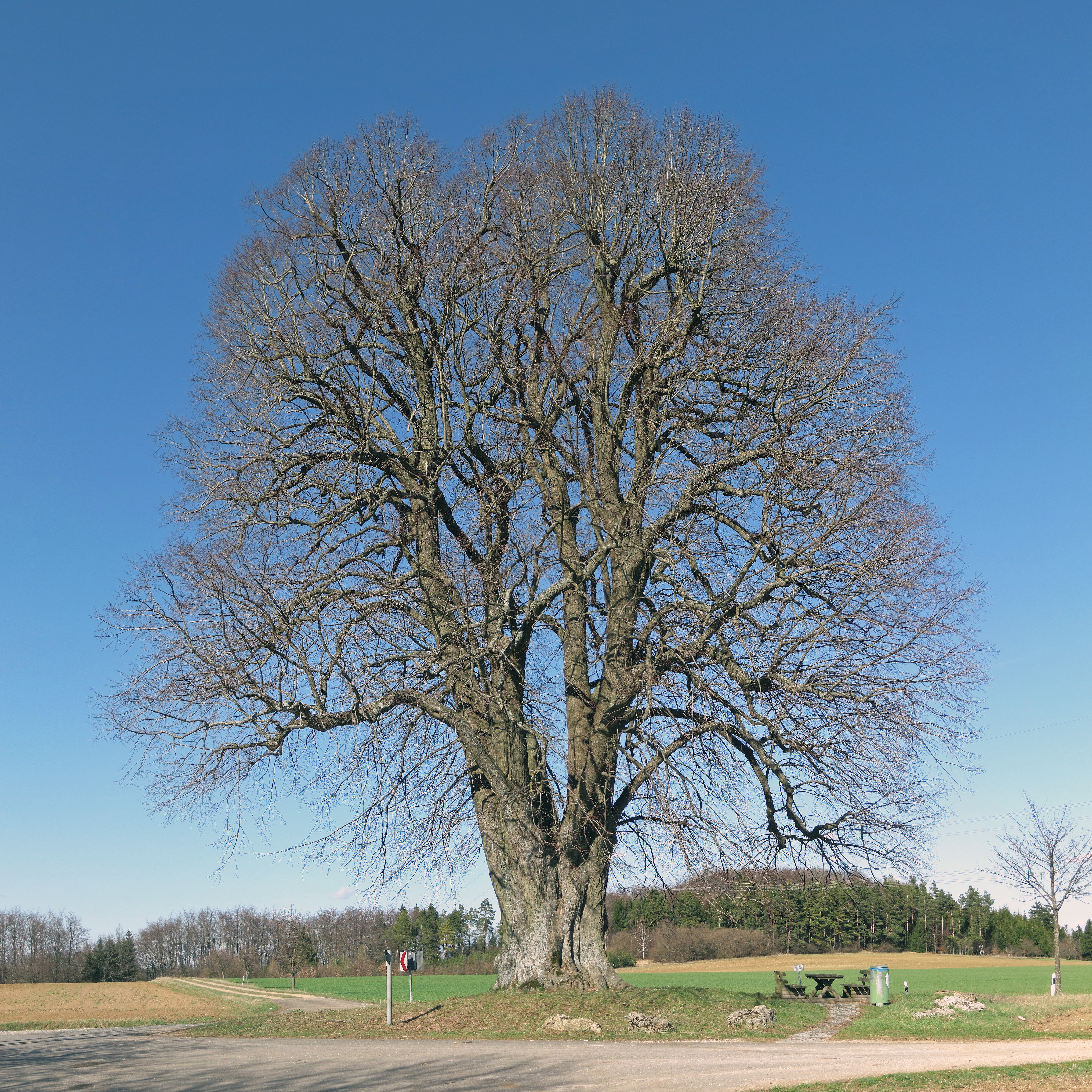
Große Linde vom Feld aus

Die Große Linde ist ein Naturdenkmal im Markt Heiligenstadt in Oberfranken. Die Sommerlinde steht etwa 700 Meter östlich des Ortsteils Teuchatz, auf etwa 520 Meter Höhe über Normalnull unmittelbar neben der Straße von Teuchatz nach Burggrub.

## Beschreibung

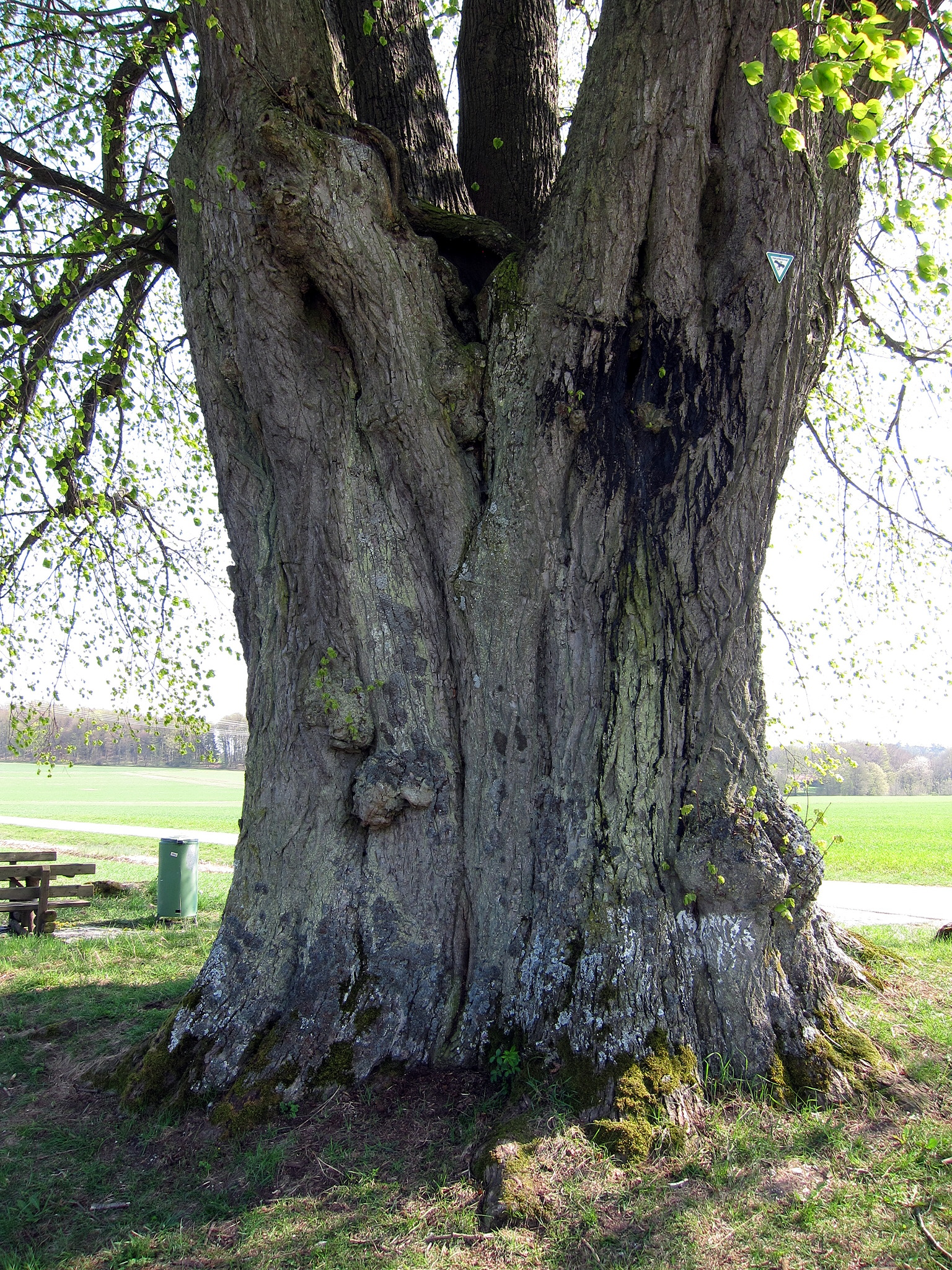
Stamm mit Beulen

Der Stamm der großblättrigen Linde beginnt am Boden breit und wuchtig und weist mehrere Beulen, aber keine sichtbare Höhlung auf. In etwa vier Meter Höhe verzweigt er sich in mehrere nach oben strebende Äste. Die Krone ist völlig harmonisch aufgebaut und mit mehreren Drahtseilen gesichert.

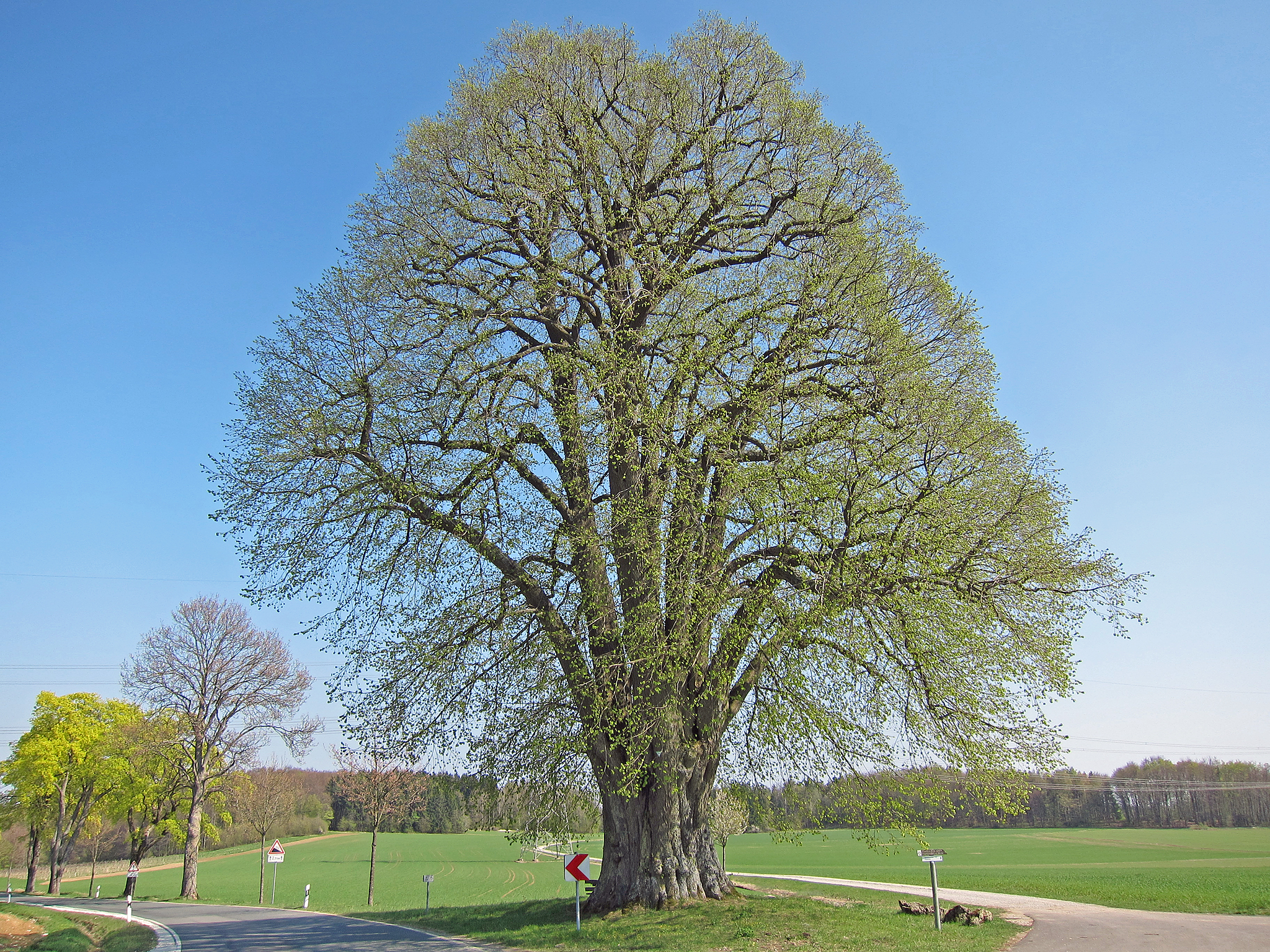
Von der Straße aus gesehen

Im Jahre 1990 hatte der Stamm in 1,3 Meter Höhe bei einer Gesamthöhe des Baumes von 26 Metern und einem Kronendurchmesser von 26 Metern einen Umfang von 7,70 Metern. 2012 hatte der Stamm an der Stelle seines geringsten Durchmessers einen Umfang von 7,87 Metern und in einem Meter Höhe im Jahr 2008 von 8,22 Metern. Der Baum zählt damit zu den stärksten vollholzigen Linden in Bayern, d. h. solchen, deren Stamm vollständig erhalten ist. Sein Alter wird in der Literatur mit 350 bis 400 Jahren angegeben.
Nach einer Erzählung soll die Linde im Dreißigjährigen Krieg auf Schwedengräbern gepflanzt worden sein. Angeblich soll sie aus drei zusammengewachsenen Bäumen entstanden sein. Die Form der Krone und der Stammaufbau sprechen jedoch für einen Baum. Die Krone wurde in den letzten Jahren stark zurückgeschnitten.